# Schwimmerkammer
Eine Schwimmerkammer ist eine Armatur, welche in Kombination mit einem Schwimmernadelventil zur Regelung einer Flüssigkeitszufuhr dient. Das System gleicht dem eines Schwimmerventiles, mit dem Unterschied, dass hier der Füllstand nur als Hilfsgröße für die Regelung verwendet wird.
In der Regel ist die Schwimmerkammer durch die Verwendung bei Vergasern bekannt, wird aber z. B. auch bei Ölheizungen älterer Bauart eingesetzt.
Sie enthält folgende Komponenten oder Funktionen:
- Schwimmerkammer als Behältnis der zu regelnden Flüssigkeit
- Flüssigkeitszufuhr
- Regelelement: Schwimmernadelventil
- Messelement: Schwimmer, steuert das Nadelventil
- Flüssigkeitsabfuhr (z. B. Vergaser-Hauptdüse im Düsenstock)

Die zuströmende Flüssigkeit wird durch das Nadelventil gedrosselt. Die Öffnungsweite des Nadelventils wird durch den Flüssigkeitsstand in der Schwimmerkammer bestimmt, indem der Schwimmer bei steigendem Stand das Nadelventil schließt und bei sinkendem Stand öffnet.